# Nora Schattauer
Nora Schattauer (* 5. Februar 1952 in Duisburg) ist eine deutsche Malerin und Zeichnerin.

## Leben
Schattauer absolvierte von 1970 bis 1975 ein Soziologiestudium an der Universität Köln. Von 1991 bis 1997 studierte sie an der Kunstakademie Münster bei Joachim Bandau, wo sie als Meisterschülerin mit Akademiebrief abschloss.
Nachdem sie bis 1998 überwiegend mit amorphen Materialien wie Wachs und Kautschuk plastisch und bildhaft arbeitete, entsteht seitdem ein malerisches Werk und Blindzeichnungen (Durchdruck durch Kohlepapier). Die farbigen Papier-Arbeiten basieren auf einer innovativen Technik mit Mineralsalz-Lösungen, bei denen es um Fragen von Entwicklung, Entgrenzung und Wechselwirkungen geht. „Ihre Arbeiten sind in der Tat ungesehene, wirklich neue Bilder. Die den verwendeten Materialien innewohnenden Kräfte verändern die einfachen Muster, von denen Nora Schattauer ausging.“ (Zitat Kay Heymer, Museum Kunstpalast). 2010 begründete sie als Herausgeberin die monographische Reihe DRAW, in der sie in loser Folge Künstler präsentiert, die auf unterschiedliche Art und Weise die Sicht auf das „Zeichnen“ erweitern.
Seit 2005 ist Schattauer Mitglied im Deutschen Künstlerbund. Sie lebt und arbeitet in Köln.
Seit 2010 ist Schattauer Herausgeberin der Publikations-Reihe „Draw“ zur zeitgenössischen Zeichnung.
2020 Verleihung des Fritz-Winter-Preises an Nora Schattauer (zusammen mit Eva-Maria Schön)
2021 Verleihung des „paper positions award“ Berlin an Nora Schattauer
Papierarbeiten und Künstlerbücher befinden sich in folgenden öffentlichen Sammlungen:
- Kupferstichkabinett Berlin, Sammlung Schering
- Kupferstichkabinett Dresden
- Hamburger Kunsthalle
- Museum Kunstpalast, Düsseldorf
- Kunstsammlung Jena
- Landesmuseum LVR Bonn
- Kunstmuseum Bonn
- Museum Morsbroich, Leverkusen
- Museum Weserburg Bremen, Zentrum für Künstlerpublikationen
- Kunstbibliothek Berlin
- Klingspor Museum, Offenbach
- Kunst- und Museums-Bibliothek, Köln
- Kunsthaus NRW, Kornelimünster
- Kunstsammlung NRW

## Einzelausstellungen (Auswahl)
- 2023: Solopräsentation mit Drawing Room Hamburg auf der Drawing Now Art Fair, Paris
- 2022: Paper Positions Berlin, Preisträgerpräsentation
- 2022: Malkasten – Jacobihaus, Düsseldorf “Licht in das Haus tragen” (K)
- 2021: Galerie Dittmar Berlin, “Farbe und Struktur” (K)
- 2019: Galerie formformsuche Martin Bohn Köln (mit K. Kutsch)
- 2018: Galerie Dittmar, Berlin. „Sichtbares und Unsichtbares“ (K)
- 2017: Kunstbibliothek/Staatliche Museen zu Berlin „50 Werkhefte“ (K)
- 2016: Förderverein Aktuelle Kunst, Münster „Wandering Forms“ (mit N. J. Weber)
- 2015: Galerie Dittmar, Berlin. „Malte Spohr – Nora Schattauer“
- 2015: Galerie Rupert Pfab, Düsseldorf. „Eigenfarbe“
- 2014: Kulturforum „Alte Post“, Neuss. „Stills“
- 2014: Stefan Schuelke „Fine Book“. „Use of the books / Künstlerbücher Nora Schattauer“
- 2014: Stadtmuseum Beckum. „Das Bild passiert. Malerische Arbeiten auf Papier“
- 2013: Stadtmuseum, Siegburg „Stille Lösungen. Malerische Arbeiten auf Papier“ (K)
- 2011: Alfred-Ehrhardt-Stiftung, Berlin. „Optische Mitte“ (K)
- 2011: Kunst- und Museumsbibliothek der Stadt Köln Köln, „Geöffnet. Künstlerbücher“
- 2008: Weserburg Museum für moderne Kunst, Bremen (Studienzentrum). „Gefasste Form. Künstlerbücher“ (K)
- 2007: Galerie Lausberg, Düsseldorf. „Gezeiten“
- 2007: Burg Wissem BILDERBUCH MUSEUM der Stadt Troisdorf. Künstlerbücher „Prima Vista“
- 2006: Galerie Klein, Bad Münstereifel. „Mineralblau-Salzrosa-Alchimie“
- 2004: Kunstverein Cuxhaven. „Wie gemalt“.(K)
- 2003: Galerie Lausberg, Düsseldorf. „Ausblühungen“
- 2002: Galerie Klein, Bad Münstereifel. „Mäandern“
- 2002: Museum der Natur, Stadt Gotha. „Ähnlichkeiten sehen“ (K)
- 2000: Galerie Klein, Bad Münstereifel. „Salts“ (K)
- 1998: Museum Schloss Morsbroich, Studiogalerie. Leverkusen. „Prima Materia“ (K)

## Künstlergespräche und Vorträge
- 2019/2022: Lehrtätigkeit an der Kunstakademie Münster
- 2016/2017: Lehrtätigkeit an der TU Dortmund
- 2020: „The body of drawing“ mit Petra Roettig (Kunsthalle Hamburg) im Drawing Room Hamburg
- 2016: „Zwischenlandung“, Bildvortrag, Museum Ostwall, Dortmund (in Kooperation mit der TU Dortmund)
- 2015: „Monate“ mit Reinhard Ermen, Galerie Rupert Pfab, Düsseldorf
- 2011: „Reden ist silbern“ mit Eugen Blume, Alfred-Ehrhardt-Stiftung Berlin

## Gruppenausstellungen (Auswahl)
- 2025: "Minimal Motion", Galerie Rupert Pfab, Düsseldorf
- 2023: “World Framed” Jubiläumsausstellung zur Sammlung Schering im Kupferstichkabinett Berlin
- 2023: “12:1” 12 Hamburger Galerien zeigen je eine Position im “Jupiter” (mit Drawing Room)
- 2022: “Reflecting Nature #1” Kunsthalle Erfurt
- 2021: Kunstsammlung Jena “Künstlerbücher”
- 2020: “The Body of Drawing I”, Drawing Room Hamburg, kuratiert von Hanna Hennenkemper und Ludwig Seyfarth
- 2020: “1:1 – Begegnung mit Originalen”. Aus der Sammlung des Museums Morsbroich Leverkusen
- 2020: “Hommage à Giandomencio Tiepolo” – Galerie Oqbo, Berlin, kuratiert von Michael Glasmeier und Christian Schiebe
- 2019: Kunstsammlung Jena „Ernst Haeckel + Sammlung Opitz-Hoffmann“
- 2018: Museum am Ostwall, Dortmund. „Kunst und Kohle: Schichtwechsel“, Projekt der RuhrKunstMuseen (K)
- 2017: „IN/OUT – THE UNIVERSE“ Weltkunstzimmer, Düsseldorf
- 2016: „Arbeiten auf Papier“ Galerie Rupert Pfab, Düsseldorf
- 2016: „Zeichnungsräume / Drawingrooms“, Hamburger Kunsthalle (mit Katalog im Kerber Verlag 978-3-7356-0253-4)
- 2016: „Position. Konstruktiv“, Kunstverein Mönchengladbach
- 2014: „Seltsame Wissenschaften – Eine Begegnung der Dritten Art“, Kunstverein Sundern
- 2014: „Sieg über die Sonne. Abstrakte Positionen“ Galerie Rupert Pfab, Düsseldorf
- 2013: „BESTBOOKS“ 8 Positionen zum Künstlerbuch, kuratiert von Nora Schattauer, Kunstbibliothek Berlin, Kulturforum
- 2013: „Augenblickes Dauer“ Künstlerbücher, Klingspor-Museum Offenbach
- 2013: „Linien“ Galerie Oqbo, Berlin. Kuratiert von Ludwig Seyfarth und Nora Schattauer
- 2013: „Drawing a Universe“ Kai 10 Arthena Foundation, Düsseldorf (mit Katalog im Kerber Verlag ISBN 978-3-86678-800-8)
- 2012: „Walking the line IV“ – Galerie Kudlek, Köln
- 2012: „Bestbooks“ 8 Positionen zum Künstlerbuch, Kunst- und Museumsbibliothek Köln, kuratiert von Nora Schattauer
- 2012: Kunstverein Cuxhaven, „Highlights“.
- 2011: Gesellschaft für Kunst und Gestaltung, Bonn. „Schnitt/Muster“
- 2010: Museum für Fotografie Berlin. „Mikrofotografie“ (mit Katalog im Hatje Cantz Verlag ISBN 978-3-7757-2678-8)
- 2010: Bremen Staats- und Universitätsbibliothek, „Poetische Wissenschaften“, Künstlerbücher
- 2010: Musée d’Art Moderne Grand-Duc Jean (Mudam) Luxemburg, „JUST LOVE ME – Regard sur une collection privée“
- 2010: Westdeutscher Künstlerbund, Museum Beckum, „Landpartie“
- 2010: Deutscher Künstlerbund, Berlin, „PingPong“ – Künstlerpost
- 2009: Overbeck-Gesellschaft Lübeck, Kunstverein Lübeck. „Kunst im kleinen Format“
- 2009: Museum Kunstpalast, Düsseldorf. „Seitenwechsel“
- 2008: Gesellschaft für Kunst und Gestaltung, Bonn. „Gegenstandslos“
- 2008: Galerie Der Spiegel, Köln. „Neues von“
- 2008: Kunsthalle Erfurt „Wunder über Wunder“ (mit Katalog im Kerber Verlag ISBN 978-3-86678-115-3)
- 2007: Gabriele-Münter-Preis-Ausstellungen, Berlin, Bonn
- 2006: Galerie Der Spiegel, Köln. „Kunst aus Köln“
- 2005: Galerie Der Spiegel, Köln. „Material in der Kunst“
- 2004: Kunstverein Mönchengladbach
- 2003: Kunstverein Mönchengladbach
- 2003: Galerie Lausberg, Düsseldorf. „Preview“
- 2001: Staatliche Galerie Moritzburg, Halle. „Licht und Dunkel“ (Novalis) (K)
- 2001: Nassauischer Kunstverein, Wiesbaden. „Perspektiven des Langsamen“ (mit Katalog)
- 1999: Galerie Klein, Bad Münstereifel. „Erotik“
- 1998: Ursula-Blickle-Stiftung, Kraichtal. „Malerei jenseits der Malerei“ (mit Katalog im Salon Verlag ISBN 978-3-89770-000-0)
- 1997: Galerie Klein, Bad Münstereifel. „Neues von..“ (mit K.v.Hoffs, R. Brand)
- 1994: Städtisches Museum am Ostwall, Dortmund. „Spektakel“

## Monografien (Auswahl)
- 2024: Eigene Farben - Ein Werkstattbuch. Salon Verlag, Köln, ISBN 978-3-89770-584-5
- 2023: „Monate V“. Künstlerbuch. Texte Bernhard Maaz.
- 2022: „Booklet 3, Räume“. Künstlerbuch, Köln
- 2021: „Werkverzeichnis der Künstlerbücher 1991–2020“. Hrsg. von Michael Glasmeier. Verlag der Buchhandlung Walther und Franz König, Köln, ISBN 978-3-96098-916-5
- 2021: „Farbe und Struktur – Papierarbeiten von 2008 bis 2020“. Text Bernhard Maaz. Edition Dittmar, Berlin, ISBN 978-3-9823153-1-7
- 2020: „Fritz-Winter-Preis“. Text Bernhard Maaz, Köln
- 2020: „Booklet 2, Archiv“. Künstlerbuch, Köln
- 2019: „Looking Closer“ (carte blanche 04) Salon Verlag, Köln ISBN 978-3-89770-484-8
- 2018: „Kontinuum“, Salon Verlag, Köln ISBN 978-3-89770-532-6
- 2018: „Workflow“, Salon Verlag, Köln ISBN 978-3-89770-507-4
- 2018: Monate III, Verlag Kettler, Dortmund ISBN 978-3-86206-698-8
- 2017: „Booklet 1, Formfragen“. Künstlerbuch, Köln
- 2017: „Moff 15“, Köln ISSN 2191-9844
- 2017: „50 Werkhefte“, Verlag Kettler, Dortmund ISBN 978-3-86206-631-5
- 2016: „Wandering Forms“ (mit N.J. Weber), Förderverein Aktuelle Kunst, Münster
- 2015: „Malte Spohr – Nora Schattauer“, Edition Dittmar, Berlin, ISBN 978-3-9815472-3-8
- 2015: „Tableau“, Galerie Rupert Pfab, Düsseldorf
- 2015: „Monate II“, Verlag Kettler, Dortmund ISBN 978-3-86206-269-0
- 2013: „Stills“, Verlag Kettler, Dortmund ISBN 978-3-86206-258-4
- 2013: Monate, Verlag Kettler, Dortmund ISBN 978-3-86206-466-3
- 2011: „Silbern“, Hg. Christiane Stahl, Berlin ISBN 978-3-86895-181-3
- 2010: „Draw #1“, Revolver Publishing, Berlin ISBN 978-3-86895-095-3
- 2008: „Wasser?“, Hg. Studienzentrum für Künstlerpublikationen im Neuen Museum Weserburg (Essay von Kay Heymer), ISBN 3-928761-70-6.
- 2008: „Prima Vista“, Verlag für moderne Kunst Nürnberg, Hg. Maria Linsmann, mit Texte von Maria Linsmann, Michael Glasmeier, Nora Schattauer, ISBN 978-3-939738-55-8.
- 2006: „Kristalline Bilder“, Salon Verlag Köln, Hg. Gérard A. Goodrow, mit Texten von Dr. Christoph Danelzik-Brüggmann, Jens Peter Koerver, Ulli Seegers, ISBN 3-89770-264-9.
- 2004: „Ausblühungen“, Vice Versa Verlag, Berlin, Hg. Cuxhavener Kunstverein, mit Texten von Stefanie Kreuzer und Thomas Hirsch, ISBN 3-932809-51-3
- 2003: „Ähnlichkeiten sehen. Eigene Zeichnungen, fremde Texte“, Modo Verlag Freiburg, Hg. Rainer Samietz für das Museum der Natur, Gotha, ISBN 3-922675-87-5
- 2002: „Bildlabor“, Salon Verlag Köln, Hg. Erhard Klein, ISBN 3-89770-162-6.
- 2000: „Salts“, Nazraeli Press Tucson AZ, Essay von Gérard A. Goodrow, ISBN 3-923922-51-5
- 1998: „Prima Materia“, Salon Verlag Köln, Texte von Maria Linsmann, Michael Glasmeier, Gérard Goodrow, Lutz Jahre, ISBN 3-932189-52-3
- 1998: „ca-hu-chu“, Edition Separée, Salon Verlag Köln, Hg. Reiner Speck und Gerhard Theewen, Text von Lutz Jahre, ISBN 3-932189-22-1

## Auszeichnungen
- 2020: Fritz-Winter-Preis